# Orphnaeus atopus
Orphnaeus atopus är en mångfotingart som först beskrevs av Chamberlin 1920.  Orphnaeus atopus ingår i släktet Orphnaeus och familjen kamjordkrypare.
Artens utbredningsområde är Fiji. Inga underarter finns listade i Catalogue of Life.